# Maurice Champagne (écrivain français)
Pour les articles homonymes, voir Maurice Champagne et Champagne.
Maurice Champagne, né le 18 octobre 1868 à Versailles et mort le 9 septembre 1951 à Vernouillet, est un écrivain français, auteur de romans populaires, flirtant parfois avec la science-fiction, sous le nom de Maurice Champagne et de comédies et vaudevilles essentiellement publiés sous le pseudonyme de Maurice Darcy.

## Œuvres
- La Vallée mystérieuse (1897)
- Mademoiselle Aurore (1905)
- Les Reclus de la mer (1907)
- Le Chauffeur de madame (1908)
- L'Aventure de Nicolas Corbin (1910)
- Les Sondeurs d'abîmes (1911)
- L'Âme du docteur Kips (1912), réédité sous le titre Le Secret du yogi en 1927
- Huit millions sous les flots (1912)
- L'Île du solitaire (1913)
- La Vallée mystérieuse (1915)
- Petits Gars de France (1920)
- Jean Pacifique (1923)
- La Maison qui descend (1923)
- Le Fils du planteur (1926), illustrations A. Raynolt
- Les Chasseurs d'épaves (1927)
- Le Refuge mystérieux (1928)
- L'Auto sous la mer (1929)
- La Cité des premiers hommes (1929)
- L'Île engloutie (1929)
- La Terre perdue (1930)
- Totor au pays des abeilles (1930)
- Les Hommes de Triagoz - Les Chevaliers de l'Aventure N°12
- La Cage sous la mer (1936)
- L'Île terrestre (1936)
- La Maison du silence (1937)
- Le Piège sous la mer (1938)
- La Fille du Grizzly (1949)
- Le Signe du soleil, (1952)
- Un Drame sur le Canadian Pacific (1952)